# Okonešnikovo
Okonešnikovo (in russo Оконешниково?) è un insediamento operaio dell'oblast' di Omsk, in Russia, nella parte sud della Siberia Occidentale. È il centro amministrativo del distretto Okonešnikovskij.
Si trova 29 km a est di Omsk.